# Biniam Girmay
Biniam Girmay Hailu (* 2. dubna 2000) je eritrejský profesionální silniční cyklista jezdící za UCI WorldTeam Intermarché–Wanty.

## Kariéra
Girmay, jenž se k cyklistice dostal přes svého bratrance Merona Teshomeho, se v roce 2018 připojil k týmu World Cycling Centre. Toho roku se stal trojnásobným africkým juniorským šampionem, když vyhrál silniční závod, časovku a týmovou časovku. Také vyhrál první etapu závodu Aubel–Thimister–Stavelot, v níž porazil favorita Remca Evenepoela.
V roce 2019 Girmay vyhrál za eritrejský národní tým 3. etapu závodu La Tropicale Amissa Bongo, čímž získal své první profesionální vítězství. Stal se tak prvním závodníkem narozeným v 21. století s profesionálním vítězstvím. Další vítězství si Girmay připsal na závodu Kolem Rwandy ve sprintu proti Josephu Areruyaovi a Danielu Turkovi, kteří dokončili na druhé a třetí pozici.
Poté, co ho tým Delko v květnu 2021 propustil, Girmay podepsal 6. srpna kontrakt s UCI WorldTeamem Intermarché–Wanty–Gobert Matériaux. S týmem poprvé závodil o pár dní později na závodu Tour de Pologne.
24. září 2021 Girmay získal druhé místo v silničním závodu do 23 let na mistrovství světa, čímž se stal prvním africkým závodníkem, který získal medaili na mistrovství světa v silniční cyklistice.
V roce 2022 se Girmay poprvé v kariéře zúčastnil jarních belgických klasik. Na E3 Saxo Bank Classic získal čtvrté místo ze sprintu stíhací skupiny poté, co si pro vítězství dojel Wout van Aert ve společnosti svého týmového kolegy Christopha Laporta. Další klasikou byl pro Girmaye Gent–Wevelgem, na němž se dostal do uniknuvší skupiny spolu s Laportem, Jasperem Stuyvenem a Driesem Van Gestelem. Tato skupina nakonec sprintovala o triumf, jenž získal právě Girmay. Zajistil si tak dosud nejvýznamnější úspěch své kariéry a také se stal historicky prvním africkým vítězem jarní klasiky.
V červenci 2024 prodloužil smlouvu s týmem Intermarché–Wanty až do roku 2028.

## Hlavní výsledky
2018
Juniorské mistrovství Afriky
 vítěz silničního závodu
 vítěz časovky
 vítěz týmové časovky
Grand Prix Rüebliland
2. místo celkově
Aubel–Thimister–Stavelot
3. místo celkově
vítěz 1. etapy
3. místo Trofeo Comune di Vertova
4. místo Trofeo Emilio Paganessi
2019
La Tropicale Amissa Bongo
vítěz 3. etapy
Tour du Rwanda
vítěz 5. etapy
2020
La Tropicale Amissa Bongo
 vítěz bodovací soutěže
vítěz etap 3 a 6
2. místo Trofeo Laigueglia
2. místo Tour du Doubs
4. místo Giro della Toscana
2021
vítěz Classic Grand Besançon Doubs
Mistrovství světa
 2. místo silniční závod do 23 let
2. místo Tour du Doubs
5. místo Gran Piemonte
5. místo Route Adélie
6. místo La Roue Tourangelle
7. místo La Drôme Classic
7. místo Druivenkoers Overijse
7. místo Tour du Jura
9. místo Trofeo Laigueglia
2022
Národní šampionát
 vítěz časovky
vítěz Gent–Wevelgem
vítěz Trofeo Alcúdia – Port d'Alcúdia
Giro d'Italia
vítěz 10. etapy
lídr  po 1. etapě
2. místo Grand Prix de Wallonie
3. místo Grand Prix Cycliste de Québec
4. místo Tour du Doubs
5. místo E3 Saxo Bank Classic
6. místo Bretagne Classic
7. místo La Drôme Classic
10. místo Milán–Turín
2023
Tour de Suisse
vítěz 2. etapy
Volta a la Comunitat Valenciana
vítěz 1. etapy
2. místo Trofeo Palma–Palma
3. místo Trofeo Ses Salines–Alcúdia
4. místo Brussels Cycling Classic
7. místo Grand Prix de Wallonie
7. místo Paříž–Chauny
8. místo Famenne Ardenne Classic
2024

Národní šampionát
 vítěz časovky
vítěz Surf Coast Classic
vítěz Circuit Franco–Belge
2. místo Brussels Cycling Classic
2. místo Rund um Köln
7. místo Gent–Wevelgem
9. místo Antwerp Port Epic
Tour de France
vítěz etap 3, 8 a 12
 vítěz bodovací soutěže

### Výsledky na Grand Tours
| Grand Tour      | 2022 | 2023 | 2024 |
| --------------- | ---- | ---- | ---- |
| Giro d'Italia   | DNF  | —    | DNF  |
| Tour de France  | —    | 125  | 113  |
| Vuelta a España | —    | —    | —    |

### Výsledky na klasikách
| Monument                        | 2020      | 2021      | 2022 | 2023 | 2024 |
| ------------------------------- | --------- | --------- | ---- | ---- | ---- |
| Milán – San Remo                | —         | —         | 12   | 28   | 27   |
| Kolem Flander                   | —         | —         | —    | DNF  | 59   |
| Paříž–Roubaix                   | NS        | —         | —    | —    | —    |
| Lutych–Bastogne–Lutych          | —         | —         | —    | —    | —    |
| Giro di Lombardia               | —         | —         | —    | —    |      |
| Klasika                         | 2020      | 2021      | 2022 | 2023 | 2024 |
| Milán–Turín                     | —         | —         | 10   | 18   | —    |
| E3 Saxo Bank Classic            | —         | —         | 5    | DNF  | 19   |
| Gent–Wevelgem                   | —         | —         | 1    | 97   | 7    |
| Brussels Cycling Classic        | —         | —         | —    | 4    | 2    |
| Bretagne Classic                | 96        | DNF       | 6    | DNF  | —    |
| Grand Prix Cycliste de Québec   | Nejelo se | Nejelo se | 3    | 38   | 2    |
| Grand Prix Cycliste de Montréal | Nejelo se | Nejelo se | DNF  | DNF  | DNF  |
| Paříž–Tours                     | 20        | —         | —    | 14   | —    |

| —   | Nezúčastnil se |
| DNF | Nedokončil     |
| NS  | Nejelo se      |
| JS  | Jede se        |